# Valenovac
Valenovac – wieś w Chorwacji, w żupanii osijecko-barańskiej, w gminie Feričanci. W 2011 roku liczyła 185 mieszkańców.